# Rahikka (ö i Nyland)
Rahikka är en ö i Finland. Den ligger i sjön Enäjärvi och i kommunen Lojo i den ekonomiska regionen  Helsingfors  och landskapet Nyland, i den södra delen av landet, 70 km väster om huvudstaden Helsingfors. Öns area är 1,3 hektar och dess största längd är 250 meter i sydöst-nordvästlig riktning.